# アルカイム (木材販売業)
アルカイムは、ロシアハバロフスク地方ワニノに本社を置く木材販売業者。

## 概要
主に沿海州を中心とした森林地帯で伐採される木材の輸出販売を行う。日本では、北洋材をワニノ港から出荷する業者として知られる。輸出先は大韓民国、中華人民共和国などアジア中心であったが、2000年代に入るとは欧州への販路も拡大している。

## 主力品目
従来は丸太の輸出が中心であったが、2000年代後半から製材工場の整備に投資を行い、合板や集成材など付加価値を付けた製品の製造を強化している。2011年には、年間の原木使用量100万立方メートルが見込まれる大加工工場が完成する予定。